# Lisbeth Korsmo
Lisbeth Korsmo (født Lisbeth Berg; 14. januar 1948 i Oslo, død 22. januar 2017) var en norsk skøjteløber som repræsenterede Oslo Idrætshold. Gennem en lang periode i 1960- og 70-tallet var hun – sammen med Sigrid Sundby – en af Norges bedste kvindelige skøjteløbere før Bjørg Eva Jensen overtog den trone helt mod slutningen af 1970-tallet.
Hendes største præstation internationalt var en bronzemedalje på 3000 meter under OL i Innsbruck i 1976 – en hundrededels sekunder fra sølvet og femhundrededels sekunder bag guldet. På 1500 meter blev hun nr. 4. Hun deltog i OL også i 1968 i Grenoble i Frankrig, 1972 i Sapporo, Japan og 1980 i Lake Placid i USA, og blev Norges første kvindelige medaljevinder i hurtigløp på skøjter under vinter-OL og er per 2017 kun en af to norske skøjteløbere med medalje, den anden er Bjørg Eva Jensen med guld fra 3000 meter i 1980 . Hun stilede for Norge i tilsammen 25 europa- og verdensmesterskaber i hurtigløb på skøjter (fem EM 1970–1974, otte sprint-VM 1970–1971, 1973–1978 og tolv allround-VM 1966–1967, 1969–1971, 1973–1978 og 1980). Bedste placeringer var 5.-plads i EM og allround-VM i 1971 samt en sjetteplads i det uofficielle sprint-VM også i 1971.
Lisbeth Korsmo er syv gange norgesmester allround (1971–72 og 1974–78) og seks gange sprint (1971, 1974–78).
I 1976 modtog hun Porsgrunds Porselænsfabriks Ærespris.